# Chroustenští z Malovar
Chroustenští z Malovar je jméno českých vladyků, kteří se dělili v roce 1370 s vladyky z Libomyšle nebo s rodem Viléma z Hořovic, kteří se odtud také psali, v roce 1379 o panství v Hořovicích. I když již v roce 1406 seděli na Malovarech u Velvar jako bratři Drslav a Zdislav z Hořovic.

## Historie
Jméno přijali Malovarští po vesnici Chroustěnicích, kterou jmenovaní bratři v letech 1389–1410 k Malovarům přikoupili. 
Roku 1432 se oba bratři rozdělili. Zdislav držel Chroustěnice a Žichov a Drslav Malovary a Zálezlice. Malovarský hrádek prodal Drslav roku 1437 Václavovi, zvanému Pratvorst z Tuchlovic. Zdislavův syn Drslav, který zemřel roku 1438, měl menší dvůr v Braškově. Druhý Zdislavův syn Václav žil na Chrustenicích v letech 1463–1473. Jan Chroustenský z Malovar měl spor s Menším městem Pražským pro skoupení rybníků od lidí v Jenči roku 1503. Václav Chroustenský z Malovar byl roku 1520 úředníkem a roku 1522–1525 hejtmanem na Pardubicku. Za ušetřené peníze si roku 1530 koupil Myslibořice na Moravě a roku 1553 též držel Německý Rudolec. Po něm dědili jeho synové Rafael a Jan přikoupivše též Měřín, Mezeříčko a Jamné k otcovým statkům. Jan si vzal při dělení Německý Rudolec, Měřín, Mezeříčko a Jamné. Tyto statky se dostaly Janovu synu Václavovi a po něm roku 1585 dědil syn Jan, jenž pojal za manželku Johanku z Tetova (Jan Rafael Chroustenský údajně nechal vystavět koncem 16. století zámek v Černé). Janův bratr Rafael se ujal po otci Myslibořic, jež po něm dědil roku 1585 syn Petr Rafael mladší. Jan Chroustenský z Malovar, který sídlil na Německém Rudolci, neměl se svou manželkou žádné děti. Zařídil svojí sepsanou závětí roku 1597 Jana syna Petra Rafaela za svého dědice, jenž konfiskací z roku 1620 všechen svůj majetek ztratil. Z císařské milosti mu bylo roku 1624 dáno devět čtvrtí pustých vinic a dům v Třebíči na Moravě. V tamějším kostele se dodnes zachovala křtitelnice, kterou Jan Rafael Chroustenský z Malovar se svou manželkou Annou Šárovcovou ze Šarova roku 1616 zřídil. Poslední zprávu o Janu Chroustenském z Malovar máme z roku 1639, kdy měl dům v Uherské Skalici.

## Erb
Ve svém erbu měli dvě zlatá račí klepeta v modrém poli.